# Guillem Ribot Bruguera
Pour les articles homonymes, voir Ribot et Bruguera (homonymie).
Ribot  Bruguera est un nom espagnol. Le premier nom de famille, en général paternel, est Ribot ; le second, en général maternel, souvent omis, est Bruguera.
Guillem Ribot Bruguera, né le 22 juillet 1981 à Aiguaviva (province de Gérone), est un joueur de rink hockey espagnol. Il évolue au sein du Hockey Club quévertois.

## Parcours sportif
Il commence le rink hockey à 3 ans en rejoignant le club de Gérone dans lequel il joue son grand frère. Il y reste douze ans avant de quitter le club pour jouer, en tant que professionnel, dans différents clubs de Liga.
En 2010, il quitte l'Espagne, son pays natal pour l'Italie. Il y reste une saison avant de rejoindre la France.

### Palmarès
En 2015, lors de sa première saison au sein du club de HC Quévert, il parvient  à réaliser le doublé Coupe de France et championnat.